# Grotte à la framboise

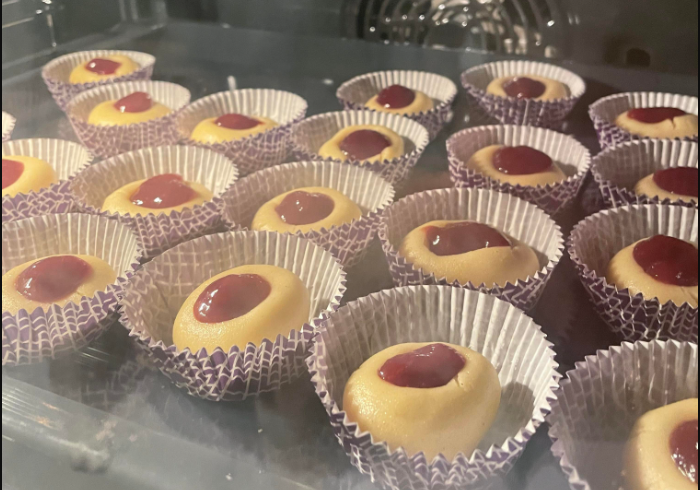
Grottes à la framboise en train de cuire.

La grotte à la framboise (hallogrotta) est un biscuit fait de pâte brisée, aromatisé à la vanille et rempli de confiture de framboise. C'est l'un des biscuits typiques de la tradition culinaire suédoise des sept sortes de biscuits,.
Aux États-Unis, on le connaît sous le nom de thumbprint cookie et en Australie sous le nom de jam drop.